# Desiderata Langobardská
Desiderata Langobardská také Gerperga (fl. 771) byla franskou královnou, první manželkou římského císaře Karla Velikého a jednou ze čtyř dcer Desideria, krále Langobardů a jeho manželky Ansy, královny Langobardů. V roce 770 se provdala za Karla Velikého. Sňatek měl zajistit spojenectví mezi Franskou říší a královstvím Langobardů, čímž se měla oslabit moc Karlomana I., bratra Karla Velikého, který vládl centrální části Francie. Manželství přetrvalo pouhý rok a patrně se během něho nenarodili žádní potomci.

## Manželství s Karlem Velikým
Desiderata byla první manželkou Karla Velikého, i když existuje několik zdrojů, které za první manželku Karla Velikého označují konkubínu Himiltrudu. Historička Janet Nelsonová uvádí, že sňatek a výsledné spojenectví s Langobardy bylo namířeno proti Karlomanovi I., bratrovi Karla Velikého. Manželství se setkalo s odporem papeže Štěpána III., který v létě roku 770 napsal dopis Karlu Velikému i Karlomanovi, v němž vyjádřil svou nespokojenost se spojením mezi „nejpozoruhodnější rasou Franků a tím páchnoucím potomstvem Langobardů, kteří přinesli do země malomocenství.“ V Annales regni Francorum, ani v revidované verzi o tomto sňatku nejsou žádné zmínky, nicméně sňatek je krátce zmíněn v 18. kapitole Einhardova životopisu Vita Karoli Magni, kde se uvádí, že na naléhání své matky Bertrady se Karel oženil s dcerou Desideriovou.

## Spory kolem jejího jména
Ačkoli je popisována jako Desiderata, kolem jejího jména historici vedou spory. Někteří uvádějí, že její dnešní jméno pochází z redakční chyby v kopii Monumenta Germaniae Historica z 19. století, kde bylo počáteční velké písmeno D v latinském popisu in desideratam filiam (česky: vytoužená dcera). Historička Janet Nelsonová tvrdí, že je mnohem pravděpodobnější, že Desideratino skutečné jméno bylo Gerperga, protože jména všech ostatních Desideriových dcer končily příponou perga. Druhým důvodem může být skutečnost, že Karlomanova manželka se také jmenovala Gerberga a to způsobilo, že jména obou žen jsou v dobových pramenech zaměňována. Anály opatství Lobbes zmiňují, že Gerberga po smrti Karlomana utekla ke svému otci, ale nezmiňují, kterou Gebergu mají na mysli. Janet Nelsonová věří, že v análech zmíněná Gerberga byla manželka Karla Velikého, která po smrti švagra Karlomana uprchla zpět k otci Desideriovi. V dopise papeže Štěpána III. Karlu Velikému a Karlomanovi si ani samotný papež není jistý, který franský vládce si bere Gerpergu za manželku, což podle Janet Nelsonové způsobila právě podobnost jmen Desideriovy dcery a Karlomanovy manželky.